# Tethya mexicana
Tethya mexicana är en svampdjursart som beskrevs av Sarà, Gómez och Sarà 200. Tethya mexicana ingår i släktet Tethya och familjen Tethyidae. Inga underarter finns listade i Catalogue of Life.